# Гачконосець Валенберга
Гачконосець Валенберга (Oncophorus wahlenbergii) — вид мохів порядку дикранальних (Dicranales).

## Поширення
Батьківщиною є Європа, Північна Америка, Азія.

## Характеристика
Рослини 1–5 см заввишки, зверху жовтувато-зелені, знизу чорно-бурі, злегка блискучі, зібрані в щільні пучки. Стебла прямовисні або висхідні, зазвичай гіллясті, круглі в поперечному розрізі. Листки до 7(8) мм, ланцетоподібні з вузько-оберненояйцюваті, краї рівні або злегка загнуті у верхній частині, знизу цілокраї, над плечем нерівномірно і віддалено зубчасті, зверху зазвичай двошарові. Коробочкові ніжки прямі, 1–3 см, буруваті. Коробочка короткоциліндрична.